# ريكاردو فيدال
ريكاردو فيدال هو كاهن كاثوليكي فلبيني، ولد في 6 فبراير 1931 في الفلبين، وتوفي في 18 أكتوبر 2017 في مدينة سيبو في الفلبين بسبب إنتان.